# San Luis Tlaxialtemalco (Xochimilco)

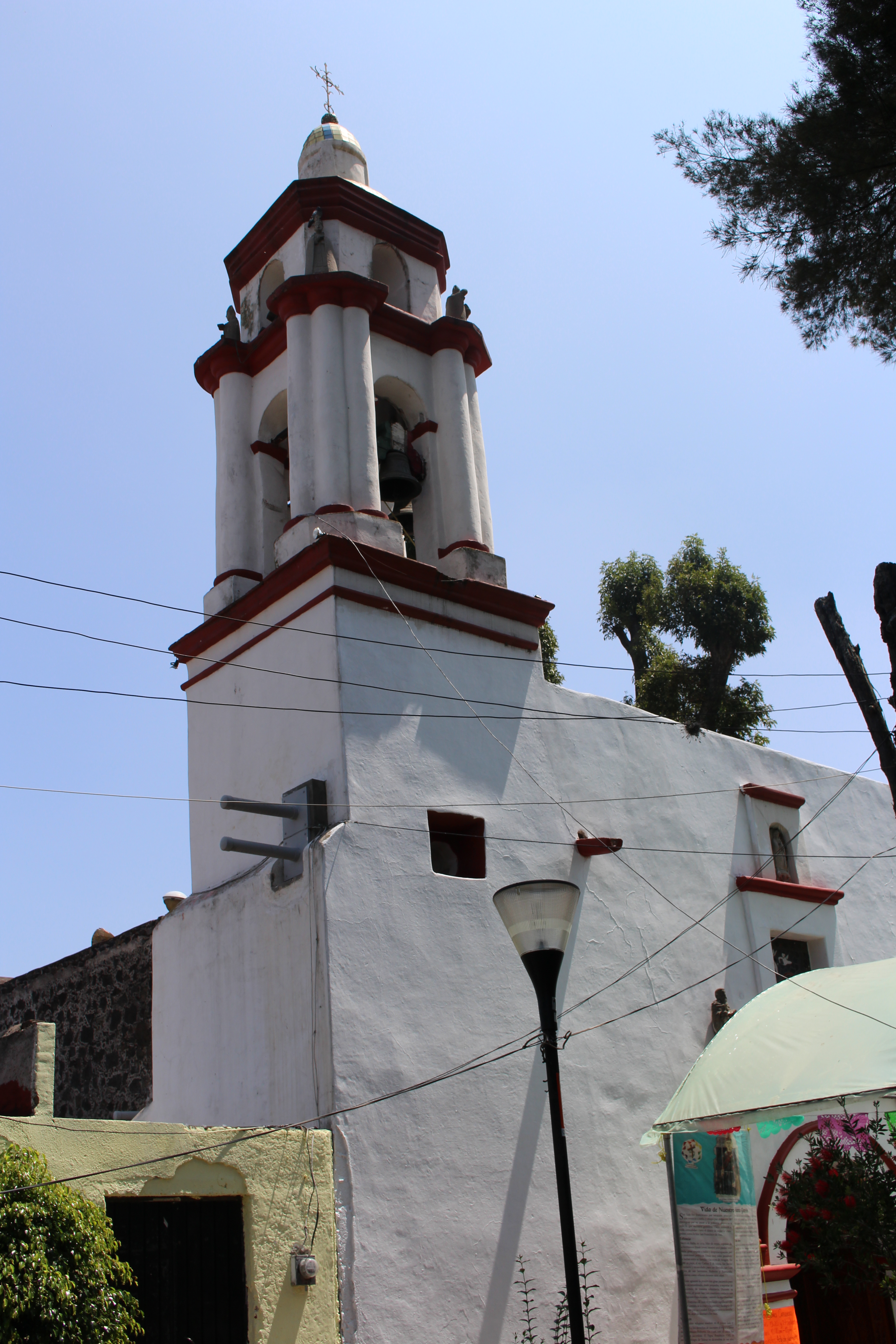
Parroquia de San Luis Obispo de Tolosa.

San Luis Tlaxialtemalco es uno de los 14 pueblos que conforman la alcaldía de Xochimilco, ubicada al sur de la Ciudad de México, México. El año de su fundación data del 25 de julio de 1603. El clima predominante es templado-húmedo con lluvias en verano; registra una temperatura media anual de 16.2 °C, con máximas de 31 °C. El código postal es 16610.

## Descripción
Como muchos pueblos de México, su nombre es una conjunción de un nombre de la cultura hispánica y el otro de la tradición indígena. En este caso, San Luis Obispo de Tolosa se atribuye al santo patrono del pueblo y Tlaxialtemalco, de origen náhuatl, que significa “El lugar donde se fabrican los braseros”.
La actividad económica sobresaliente de San Luis Tlaxialtemalco es la floricultura, la cual se practica a través de chinampas, que es un sistema prehispánico de cultivo sobre el agua, hasta con los modelos más sofisticados de sembrado. Sobresale el cultivo de la flor de cempasúchil y la flor de Nochebuena, para la festividad del Día de Muertos, celebrada el 1 y 2 de noviembre y para la época decembrina, respectivamente.

## Geografía
La geografía de San Luis Tlaxialtemalco es especial porque el pueblo está rodeado de canales que, además de favorecer el riego de los cultivos, le otorga una vista espectacular. Algunos lugares de interés de San Luis Tlaxialtemalco son la Parroquia, el Bosque, el Vivero, el Mercado “Acuexcomatl”, el Instituto de Educación Media Superior y el Centro de Salud.

## Lugares de interés

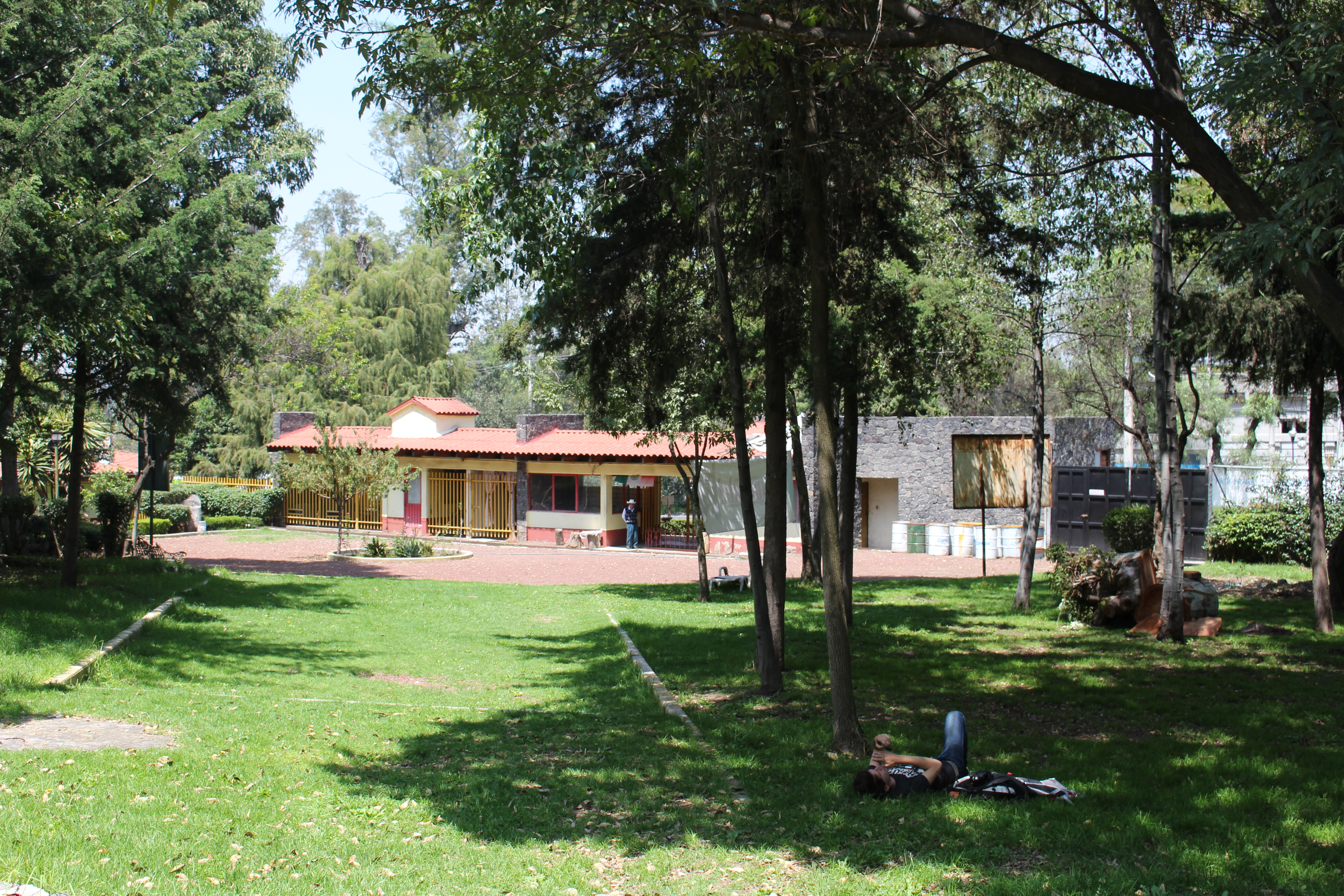
Bosque San Luis Tlaxialtemalco.

La Parroquia de San Luis Obispo de Tolosa fue construida en 1897 por la orden franciscana, con un estilo neoclásico. En ella se exponen algunas pinturas como la de San Luis Obispo de Tolosa y San Sebastián. La más reciente restauración se llevó a cabo entre 1976 y 1978. Es uno de los atractivos turísticos de San Luis Tlaxialtemalco. San Luis Obispo de Tolosa es el santo patrón de este pueblo. En honor a él, sus habitantes celebran el 19 de agosto las fiestas. Ese día se forma una gran algarabía con bandas de música y fuegos artificiales. En las casas se prepara comida para invitar a los vecinos y visitantes. Los platillos que destacan son el mole con arroz y tamales.
El Bosque de San Luis Tlaxialtemalco es un espacio abierto de dos hectáreas de áreas verdes, ideal para desarrollar diversas actividades como caminar, montar a caballo, disfrutar de la comida del lugar, preparar parrilladas, practicar deportes y disfrutar de un bello lugar. Propicia la convivencia familiar.
El Vivero de San Luis Tlaxialtemalco se encuentra enfrente del Bosque. El Vivero forma parte del Programa de Reforestación Rural. Tiene la capacidad para albergar 30 millones de plantas. En la actualidad, en él se cultivan más de 30 especies del lugar. Entre las flores que se cultivan se puede enlistar algunas: la margarita, la nochebuena, el girasol, el aretillo, la lavanda, el heliotropo, “huele de noche”, “amor de un rato”, el cempasúchil y las hierbas aromáticas como el cedrón, la hierbabuena y la manzanilla, etc. Cada una de ellas guarda características inconfundibles; son diferentes a las demás.
El mercado “Acuexcomatl” ofrece al comprador amplias variedades de plantas. El Mercado se encuentra al aire libre. En él se pueden adquirir árboles de chiles, cactus, macetas de diversas formas, entre muchas especies al menudeo y al mayoreo. Tan solo pasear por el Mercado es una forma de disfrutar la visita a San Luis Tlaxiatemalco.
En San Luis Tlaxialtemalco existe la leyenda de “La Sirena”. Se cuenta que esta encantaba a los niños y los dirigía al ojo de agua llamado “Acuexcomatl”, con el propósito de que se ahogaran. Esto como represalia de que los niños, con su llanto, no la dejaban dormir. Ante la desaparición de los niños, sus madres acudían a la iglesia a rezar por ellos, lo que enfadó a “La Sirena”, quien ocasionó la destrucción de la iglesia. A eso se debe que solo haya permanecido el lugar baldío donde se levantaba la iglesia. En la actualidad, cuentan que en agosto, los pobladores de San Luis Tlaxialtemalco escuchan el canto de “La Sirena” durante los días en agosto.